# Alleringersleben
Alleringersleben là một đô thị thuộc huyện Börde, bang Saxony-Anhalt, Đức.